# Oryzopsis webberi
Oryzopsis webberi är en gräsart som först beskrevs av George Thurber, och fick sitt nu gällande namn av George Bentham och George Vasey. Oryzopsis webberi ingår i släktet Oryzopsis och familjen gräs. Inga underarter finns listade i Catalogue of Life.